# Klaus Groth
Klaus Groth, född 24 april 1819 i Heide i Holstein, död 1 juni 1899 i Kiel, var en plattysk skald. 
Groth blev först lärare vid en flickskola i sin födelseort, vistades 1847–52 på Fehmarn, där han skrev större delen av sina dikter, och började sedermera, 1853, studera vid Kiels universitet, där han 1858 blev privatdocent och 1866 professor i tyska språket och litteraturen. Hans Quickborn, en samling dikter på den dithmarschenska dialekten (1852; 25:e upplagan 1900) mottogs mycket positivt och följdes av en andra del, Volksleben in plattdeutscher Dichtung (1871), vilken även rönte ett gynnsamt mottagande. Mindre bifall vann hans högtyska dikter, Hundert Blätter. Paralipomena zum Quickborn (1854); men hans arbete Vertelln (1855–59) blev gynnsammare mottaget, vilket även var fallet med idyllen Rothgeter Meister Lamp un sin Dochder (1862). I sina Briefe über Hochdeutsch und Plattdeutsch (1858) gjorde han för plattyskan anspråk på rang av skriftspråk och förfäktade, att högtyskans övervikt över plattyskan hade varit menlig för litteraturens utveckling – påståenden, som mötte starkt motstånd. Ytterligare utgav han Mundarten und mundartige Dichtung (1873), Ut min Jungsparadies (1875) och Drei plattdeutsche Erzählungen (1881), varjämte Eugen Wolff utgav hans Lebenserinnerungen (1891).
Groth skapade grundvalen för den nyare litteraturen på plattyska, vilket språk han studerat teoretiskt och behärskade praktiskt på ett långt mera grundligt sätt än Fritz Reuter. Hans berättelser från hembygden avser till stor del att ge pålitliga och åskådliga skildringar av förgångna tider i Dithmarschen. Han är vid sidan av Johann Peter Hebel den främsta tyska dialektskalden och har haft samma betydelse för plattyskans litterära utveckling som Frédéric Mistral för provensalskans.